# 酒商金右衛門

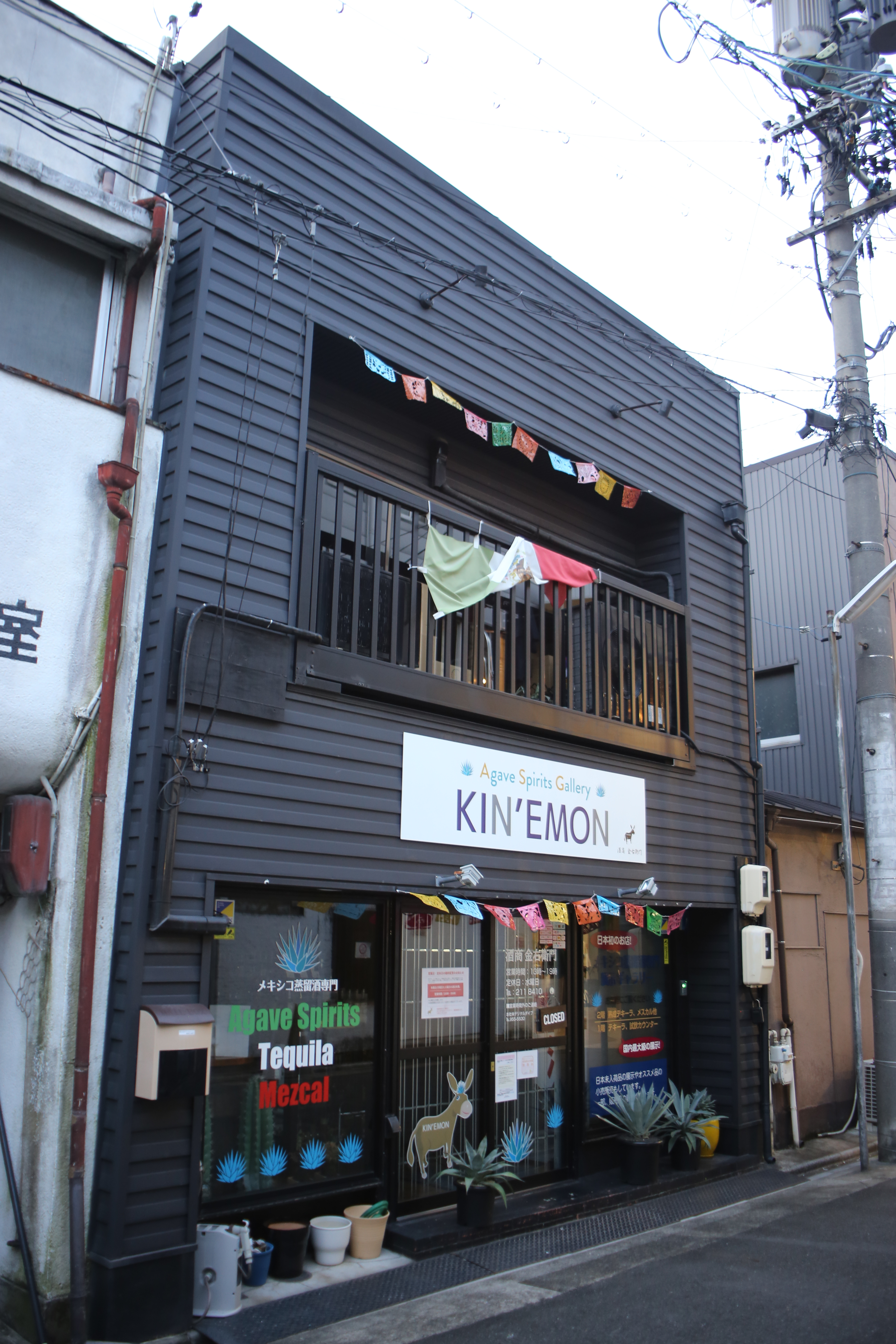
酒商金右衛門（2021年9月）

酒商金右衛門 （さけしょうきんえもん）は、愛知県名古屋市中区大須三丁目の酒販店（酒店）である。

## 概要・特徴
日本国内やアジア地域で唯一のメキシコ特産の蒸留酒を専門に取り扱う酒類の販売店、ギャラリー形態のプロショップである。2020年6月にオープンしたAgave Spirits Gallery（アガベ スピリッツ ギャラリー）による展示スペースや試飲コーナーが設けられ、試飲は一般向けと業者向けがある。テキーラやメスカルなど、アガベを原料とするスピリッツを専門に日本未輸入・未販売品、ソトル、バカノラ、ライシージャなども含め、オープン時点で国内最多の506種を展示、92種類以上の試飲ができ、以降もその数が増え続けている。俳優クリス・ノース、ドウェイン・ジョンソンやマイケル・ジョーダン、女優ケンダル・ジェンナーなど海外セレブがプロデュースするテキーラも、有料試飲にてテイスティングができる。マスコットキャラクターはロバの「ロシナンテ」であり、スペイン語で「ROCIN(駄馬)」と「ante(以前)」で、「元駄馬」を意味する。一般酒類小売業、通信販売酒類小売業、輸入酒類卸売業、の各免許を有し、バイヤーは、日本テキーラ協会公認「テキーラマエストロ」と日本メスカル協会認定「メスカレロ」の有資格者である。愛知県のWeb制作会社デジタルダイブ（小池正人代表）により運営がなされている。2020年11月にはテキーラマエストロの講座が開催された。店舗は二階建て古民家を改装したものであり、1階はテキーラ展示、試飲カウンター、販売コーナー、2階は熟成テキーラとメスカルを展示している。メキシコ蒸留酒のギャラリー展示は日本初であり、試飲会やセミナー、仕入れに関する無料相談会も開催されている。

## 沿革
- 2020年1月31日　「Agave Spirits Gallery」商標出願。2021年3月16日登録[6]。

- 2020年3月8日　 メキシコの首都メキシコシティとの姉妹都市である名古屋市内に開店[7]。

- 2020年8月25日　メキシコ蒸留酒を展示するボトルの種類数が、581種類となり展示数日本一を達成（2021年9月4日時点では914種類）[8]。

## 関連リンク
- テキーラ
- メスカル